# Wandeir
Wandeir Oliveira dos Santos (Morada Nova de Minas, 15 de Maio de 1980) é um ex-futebolista brasileiro naturalizado pela Macedónia, que atuava como atacante.